# Славин, Михаил Львович
Михаил Львович Славин (1899 — 9.3.1977) — советский военачальник, дивизионный комиссар, помощник начальника Военно-химической академии Красной Армии по политчасти .

## Биография
Михаил Славин родился в ноябре 1899 года в Киеве, ныне Украина, в еврейской семье. Сын часового мастера.
В 1917 году окончил коммерческое училище.
В 1917 году занимался агитационной работой среди учащихся и населения, стал организатором большевистской фракции в Социалистическом союзе молодёжи Киева.
С августа 1917 года — член РКП(б).
В 1918 году — глава подпольного комитета учащихся Киева.
В феврале 1919 года — в 1-м Киевском коммунистическом полку.
В феврале 1919 года по партийной мобилизации вступил в ряды РККА.
Во время Гражданской войны воевал на Украине, занимая должности: секретарь политуправления Наркомата по военным делам Украины, член политинспекции Екатеринославского боевого участка, помощник военкома боевого участка Никополь — Херсон.
В августе — октябре 1919 года на подпольной работе в Киеве.
В октябре 1919 года арестован деникинской контрразведкой.
В декабре 1919 года освобождён из тюрьмы Красной Армией.
В 1920 года — управляющий делами Чрезвычайного уполномоченного по снабжению 12-й армии, секретарь Киевского губернского военного комиссара, военком Дарницких военных складов, помощник начальника политического секретариата Николаевского губернского военного комитета, Николаевский уездный военный комиссар.
В 1921−1923 годах — помощник начальника политотдела Киевского гарнизона, начальник организационной части политотдела 45-й стрелковой дивизии, старший политический инспектор 6-го стрелкового корпуса, начальник организационного отдела политического секретариата Киевского военного района.
В 1923−1924 годах — помощник начальника и начальник политотдела 3-й Казанской территориальной стрелковой дивизии.
С февраля 1924 года — начальник политотдела 6-й стрелковой дивизии.
С января 1925 года — помощник командира 1-го отдельного Московского стрелкового полка по политчасти.
С октября 1927 года — помощник начальника Химических курсов усовершенствования комсостава Красной Армии по политчасти.
С октября 1929 года — начальник сектора агитации и массовых кампаний политуправления Морских сил Черного моря (Черноморского флота).
С августа 1930 года — начальник курса.
С сентября 1930 года — преподаватель Военно-политической академии им. Н. Г. Толмачева.
С мая 1933 года — начальник организационного сектора политуправления Кавказской Краснознаменной армии.
В 1935 году — дивизионный комиссар.
С августа 1935 года — помощник начальника Военно-химической академии Красной Армии по политчасти.
17 июля 1938 года арестован по доносу ряда подследственных Булина, Осепяна, Ланда и других.
4 мая 1939 года Военной коллегией Верховного суда СССР по ложному обвинению в принадлежности к антисоветской организации приговорён к 20 годам заключения в исправительно-трудовых лагерях.
Сидел в Степном лагере НКВД.
8 февраля 1955 года освобождён.
30 июля 1955 года был реабилитирован.
Умер 9 марта 1977 года в Москве.